# Felszabadítás (filmsorozat)
A Felszabadítás (Освобождение – Oszvobozsgyenyije) Jurij Ozerov 1969-ben (1., 2. és 3. rész) és 1971-ben (4. és 5. rész) bemutatott ötrészes, filmszínházi bemutatásra szánt szovjet–német–lengyel–olasz koprodukcióban készült háborús filmsorozata, mai szóhasználattal dokumentumjátékfilm sorozata.
A filmet jó minőségű 70 mm-es színes nyersanyagra forgatták és 6 csatornás hangot kevertek hozzá, de televíziós bemutatás és kisebb mozik számára készült 35-mm-es kópia is. A történelmi személyiségeket alakító színészekkel rekonstruált archív felvételszerű betéteket fekete-fehér filmre vették fel. A sorozatban szerepelnek rövid régi archív filmrészletek is. Néha az archív csatajelenetek vöröses színszűrővel átszínezve.
A kelet-európai mércével gigantikus költségvetés mellett is felmerült, hogy a szovjet és esetleg más baráti hadseregek díjmentesen vagy jóval a valóságos díj alatt működtek közre korabeli harci eszközök, tankok, repülőgépek, grandiózus pirotechnika és statiszták biztosításával.
Az alkotók a filmet igyekeztek az adott résznek megfelelő eredeti helyszínen forgatni. Azonban a kurszki csata felvételeit Ukrajnában, a Kijevhez közeli Perejaszlav-Hmelnickij környékén rögzítették, mivel az eredeti, hatalmas hadszínteret még ekkorra sem tudták teljesen mentesíteni.
A sorozat elsősorban a keleti hadszíntér sztálingrádi fordulat utáni eseményeit dolgozza fel. A kurszki csata, az átkelés a Dnyeperen a kapcsolódó hadmozdulatokkal és csatákkal, a Bagratyion hadművelet, a Visztula–Odera-offenzíva, végül a berlini csata története mellett sorra veszi az adott időszak világpolitikai, katonai jelentőségű eseményeit is.
A monumentális csatajelenetek, politikusok és katonai vezetők tárgyalásai, történetei között megjelennek a háború, a véres csaták hétköznapi hősei, szovjet sorkatonák, partizánok, ápolónők, sok egyszerű ember története is.
A rendező, Jurij Ozerov nyilatkozata szerintː „Mindenekelőtt arra törekedtünk, hogy objektíven ábrázoljunk, … ez azt jelenti, hogy igyekeztünk az ellenséget olyannak mutatni, amilyen valóban volt: okosnak és erősnek – hiszen éppen az Ilyen ellenség feletti győzelem értékes.”
A főcímzene a szovjetek méltán nagy becsben tartott és a Nagy Honvédő Háború idején egyfajta háborús himnusszá vált A szent háború (Священная война – Szvjascsonnaja vojna) című dalának merészen modern hangzású zenekari átdolgozása.

## A sorozat részei
- I. Lángoló ív (Огненная дуга – Ognyennaja duga)

Hitler 1943. március 25-n Rastenburgban dönt a Citadella hadműveletről, amely a kurszki csata néven vonult be történelembe. A Voronyezsi Front előrenyomulása következtében Kurszk körül a keleti hadszíntér arcvonalában egy hatalmas kiszögellés alakult ki. Az 1943. július 12-én kezdődött náci offenzíva a kurszki kiszögellésben lévő szovjet erők bekerítésére és megsemmisítésére irányult, és végül a második világháború legnagyobb tankcsatájává vált. Az offenzíva a nácik számára eredménytelen volt. A szovjet Vörös Hadsereg a keleti hadszíntéren stratégiailag véglegesen átvette a kezdeményezést.
Cvetajev, a 206. tüzérezred tisztje társaival a német támadást várja.
- II. Áttörés (Прорыв – Proriv)

Orjol, Belgorod és Harkov visszafoglalása. Ezekkel a hadműveletekkel párhuzamosan zajlott Olaszországban a nyugati szövetségesek szicíliai partraszállása nyomán Pietro Badoglio marsall hatalomátvétele, és Benito Mussolini letartóztatása. Adolf Hitler parancsára Otto Skorzeny különleges kommandója szabadította ki a Ducét, német csapatok törtek be Olaszországba és állították helyre a fasiszta rendszert. Szovjet támadás a Dnyeper irányába. Kijev felszabadítása.
A film a teheráni konferenciával fejeződik be.
- III. A főcsapás iránya (Направление главного удара – Napravlenyie glavnava udara)

A szovjet hadvezetésnek döntenie kell, hogy milyen irányban folytassák a németek kiűzését hazájukból. Több ígéretes terv mellett eleinte értetlenül fogadják Rokosszovszkij javaslatát, hogy a legváratlanabb támadás Belorusszia mocsaras, járhatatlannak tűnő vidékein keresztül intézhető. A Bagratyion hadművelet. Merénylet Hitler ellen.
- IV. Harc Berlinért (Битва за Берлин – Bitva za Berlin)

A Visztula–Odera-hadművelet. A harc a nácik fővárosának bevételéért. A jaltai konferencia. Heinrich Himmler parancsára Karl Wolff SS-tábornok érkezik Bernbe, hogy felvegye a kapcsolatot Allen Dullesszal, és tárgyalásokat kezdjen a náci Németország kapitulációjáról a nyugati szövetségesek előtt.
- V. Az utolsó roham (Последний штурм – Poszlednyij sturm)

Házról házra folyó harc Berlinben, a földalatti vasút alagútjaiban, a berlini állatkertben, a Brandenburgi kapunál, a Kancelláriánál. Hitler öngyilkossága. Végül a szovjet lobogó a kitűzése a Reichstagra.

## Szereplők
Szovjet színészek
- Szergej Cvetajev tüzér százados – Nyikolaj Oljalin
- Zoja, ápolónő, Cvetajev menyasszonya – Larisza Golubkina
- Orlov őrnagy, zászlóaljparancsnok – Borisz Zajdenberg
- Szása, szárnysegéd – Szergej Nyikonyenko
- Georgij Konsztantyinovics Zsukov – Mihail Uljanov
- Konsztantyin Rokosszovszkij – Vladlen Davidov
- Ivan Sztyepanovics Konyev – Jurij Legkov (1. és 2. rész)
- Ivan Sztyepanovics Konyev – Vaszilij Suksin (3., 4. és 5. rész)
- Alekszandr Mihajlovics Vaszilevszkij – Jevgenyij Burenkov
- Pavel Szemjonovics Ribalko(wd), a 3. gárda harckocsihadsereg parancsnoka – Dmitrij Franko
- Vasziljev harckocsizó hadnagy – Jurij Kamornyij
- Jarcev hadnagy – Mihail Nozskin
- Dorozskin őrmester, rádiós Vasziljev tankjában – Valerij Noszik
- Lukin ezredes – Vszevolod Szanajev
- Vlagyimir Nyikolajevics Gromov ezredes – Vlagyimir Szamojlov
- Leontyiev hadnagy – Igor Ozerov
- Sztálin – Buhutyi Zakariadze
- Vaszilij Ivanovics Csujkov(wd) altábornagy, a 8. gárdahadsereg parancsnoka – Ivan Pereverzev
- Alekszej Innokentyjevics Antonov, a Vörös Hadsereg vezérkari főnökének helyettese – Vladiszlav Sztrzselcsik
- Vaszilij Mitrofanovics Satilov(wd) vezérőrnagy, a 150. gyalogoshadosztály parancsnoka – Anatolij Romasin
- Mihail Fjodorovics Panov(wd) altábornagy, a Doni 1. gárda harckocsihadtest parancsnoka – Nyikolaj Ribnyikov
- Sztyepan Andrejevics Nyeusztrojev százados, az 1. lövészzászlóalj parancsnoka (150. gyalogoshadosztály, 756. gyalogezred – Vlagyimir Korjenyev
- Alekszej Prokopjevics Bereszt hadnagy, az 1. lövészzászlóalj (150. gyalogoshadosztály, 756. gyalogezred) politikai helyettese – Eduard Izotov
- Nyikolaj Fjodorovics Vatutyin, a voronyezsi és később az 1. Ukrán Front parancsnoka – Szergej Harcsenko
- Kirill Szemjonovics Moszkalenko, a 38. hadsereg parancsnoka – Nyikolaj Ruskovszkij
- Mihail Jefimovics Katukov(wd), az 1. gárda harckocsihadsereg parancsnoka – Konsztantyin Zabelin (hangja – Konsztantyin Tirtov)
- Pavel Ivanovics Batov(wd), a 65. hadsereg parancsnoka – Vlagyimir Zamanszkij
- Szergej Matvejevics Styemenko, a Vörös Hadsereg vezérkari főnökségének hadműveleti vezetője – Kljon Protaszov
- Dmitrij Danyilovics Leljusenko(wd), a 4. gárda harckocsihadsereg parancsnoka – Alekszandr Afanaszjev
- Pantyelejmon Kondratyevics Ponomarenko(wd) – Alekszandr Glazirin
- Pavel Alekszejevics Rotmisztrov(wd), az 5. gárda harckocsihadsereg parancsnoka – Pjotr Glebov
- Mihail Szergejevics Malinyin(wd) – Grigorij Mihajlov
- Konsztantyin Fjodorovics Telegin(wd) vezérőrnagy, a voronyezsi és később az 1. Ukrán Front Katonai Tanácsának tagja – Pjotr Scserbakov
- Alekszej Alekszejevics Jepisev(wd) vezérőrnagy, a 38. hadsereg Katonai Tanácsának tagja – Roman Tkacsuk
- Szemjon Iljics Bogdanov(wd), a 2. gárda harckocsihadsereg parancsnoka – Szergej Ljahnyickij
- Andrej Antonovics Grecsko, az 1. Ukrán Front helyettes parancsnoka – Lev Poljakov
- Mihail Mihajlovocs Barszukov(wd) vezérezredes, a 3. Belorusz Front tüzérségének parancsnoka – Alekszandr Szmirnov
- Grigorij Orjol(wd) altábornagy, az 1. Belorusz Front harckocsi egységeinek parancsnoka – Viktor Borcov
- Alekszej Szemjonovics Burgyejnyij(wd) tábornok, a 2. gárda harckocsihadtest parancsnoka – Vjacseszlav Voronyin
- Ivan Hrisztoforovics Bagramjan tábornok, az 1. Balti Front parancsnoka – Valerij Karen
- Vjacseszlav Molotov, a Szovjetunió külügyi népbiztosa – Viktor Bajkov
- Kliment Jefremovics Vorosilov – Nyikolaj Bogoljubov
- Makszimov őrnagy – Viktor Avdjusko
- Kruglikov hadnagy – Vlagyimir Geraszimov
- Rjazsencev őrmester – Mihail Gluzszkij
- Josip Broz Tito – Nyikolaj Jeremenko
- Korkin ezredes – Pjotr Ljubeskin
- Szavcsuk – Ivan Mikolajcsuk
- A német tomács, aki lelőtte Makszimov őrnagyot – Roman Homjatov
- Vaszilij Ivanovics Kuznyecov(wd) vezérezredes, a 3. csapásmérő hadsereg parancsnoka – Alekszej Alekszejev
- Anatolij Jemeljanovics Golubov(wd) alezredes, Zaharov helyettese – Vagyim Gracsjov
- Gromov segédtisztje – Jurij Martinov
- Andrej Andrejevics Vlaszov, az Orosz Felszabadító Hadsereg parancsnoka – Jurij Pomerancev
- Vaszilij Danyilovics Szokolovszkij tábornagy, az 1. Belorusz Front helyettes parancsnoka – Mihail Posztnyikov
- Szergej Ignatyjevics Rudenko(wd), a 16. légi hadsereg parancsnoka – Alekszej Presznyecov
- Arthur von Christmann – Olev Eskola
- Georgij Nyefjodovics Zaharov(wd) vezérőrnagy, a 303. harci repülő osztály parancsnoka – Anatolij Kuznyecov
- Sztyepan Akimovics Kraszovszkij(wd), a 2. légi hadsereg parancsnoka – Nyikolaj Lebegyev
- III. Viktor Emánuel olasz király – Georgij Tuszuzov
- Magda Goebbels – Julija Diosi (Diósi Júlia)
- Winston Churchill – Jurij Durov
- Eleanor Roosevelt – Jelizaveta Alekszejeva
- Alan Francis Brooke – Alekszandr Barusnoj
- Szergej Teodoroszovics Galadzsev(wd) altábornagy, az 1. Belorusz Front parancsnokának politikai helyettese – Leonyid Dovlatov (a feliratokban L. Davlatov)
- Szidorenko altábornagy – Nyikolaj Szimkin
- Gorohov, harckocsi vezető – Viktor Sahov
- Jakov Dzsugasvili – Joszif Gogicsajsvili
- Zajcev hadnagy, a „Normandie” francia ezred pilótája – Vlagyimir Razumovszkij
- Jacques („Romaska”), a „Normandie-Niémen” francia ezred pilótája – Lev Prigunov
- Tanya, híradós – Iren Azer
- „Gulja”, szakács – Alekszandr Kuznyecov
- Őrmester – Georgij Burkov
- A Száska által elfogott vlaszovista katona – Jurij Nazarov
- A Leontyievhez küldött hírvivő – Jurij Dubrovin
- Partizán parancsnok (3. rész) / katona Nyeusztrojev zászlóaljából (5. rész) – Jevgenyij Sutov
- Vasziljev tankjának szerelője – Bolot Bejsenaliev
- Leontyiev rádiósa – Valentyin Gracsjov
- Vatutyin segédtisztje – Vlagyimir Protaszenyko
- Német nő, aki Vasziljev hadnaggyal beszélt – Ingrida Andrinja (Ingrīda Andriņa)
- Német tiszt egy koncentrációs táborban – Tinu Aav (Tõnu Aav)
- Cvetajev tüzér százados – Mihail Koksenov
- Szanitéc – Jurij Kirejev
- Molotov teheráni tolmácsa – Jurij Bogoljubov
- Fényképész Nyeusztrojev zászlóaljánál – German Kacsin
- Katona – Vlagyimir Kaspur
- A Hitler bunkerébe küldött híradós – Leonyid Kuravlev
- Nyeusztroev százados – Nyikolaj Szmorcskov
- Katona – Viktor Uralszkij
- Tábornok a Voronyezsi Front vezérkaránál – Konsztantyin Tirtov
- Német nő a berlini házban – Olga Prohorova
- Őrnagy, tüzérzászlóalj parancsnok a Ribalko-hadseregnél – Jurij Leonyidov
- Kiabáló német tiszt a koncentrációs táborban – Bruno Oja (Bruno O’Ya)
- William F. Stewart százados – Voldemar Akuratersz (Voldemārs Akurāters)
- Sztyepan Makszimovics Lialko másodosztályú kapitány – Anatolij Szolovjov
- German Apityin
- Jevgenyij Vlaszov
- Jurij Jemeljanov
- Vlagyimir Zaporozsec
- Jurij Kozlovszkij
- Fjodor Zincsenko ezredes – Lev Lobov
- Vatutyin segédtisztje – Szergej Malisevszkij (3. rész)
- Viljam Rejsvic
- Csujkov tolmácsa – Georgij Ribakov
- Alekszandr Tyitov
- Meliton Kantarija – Georgij Harabadze
- Mihail Egorov – Gennagyij Krasenyinnyikov
- Ervin Knausmjuller (Erwin Knausmüller[2])
- Narrátor – Artyem Jakovlevics Karapetján

Német (NDK) színészek
- Adolf Hitler – Fritz Diez[3]
- Heinrich Himmler – Erich Thiede
- Günther von Kluge – Hannjo Hasse
- Hadifogoly utász (1. rész) / Joseph Goebbels (3.-5. rész) – Horst Giese
- Wilhelm Keitel vezértábornagy – Gerd Michael Henneberg
- Hermann Göring – Kurt Wetzel
- Martin Bormann – Joachim Pape
- Ernst Busch – Erich Gerberding
- Eva Braun – Angelika Waller
- Hans Krebs – Hans-Hartmut Krüger
- Ludwig Beck(wd) – Werner Wieland
- Wolfram Röhrig – Willi Schrade
- Erwin von Witzleben(wd) – Otto Diriks
- Walter Model vezérezredes – Peter Sturm
- Heinz Wilhelm Guderian – Herbert Körbs
- Claus von Stauffenberg – Alfred Struwe
- Erich von Manstein – Siegfried Weiß
- Theodor Busse(wd), Manstein vezérkari főnöke – Peter Marx
- Sepp Dietrich – Fred Mar
- Alfred Jodl – Werner Dissel
- Adolf Heusinger vezérkari tábornok – Rolf Ripperger
- Elias Bazna („Cicero”), német ügynök – Fred Alexander
- Karl Wolff – Josef Klose
- Friedrich Olbricht – Wilfried Ortmann
- Werner von Haeften – Hans-Edgar Stecher
- Albrecht Mertz von Quirnheim (3. rész), Arthur Axmann(wd) (5. rész) – Paul Berndt
- Otto-Ernst Remer – Heinrich Kyon
- SS-Scharführer a Hitler-bunkerben – Ernst-Georg Schwill
- Otto Günsche(wd), Hitler segédtisztje – Horst Gill
- Heinz Linge / Allen Dulles – Otto Busse
- Idős hölgy Berlinben – Martha Beschort-Diez
- Gustav Schmidt(wd) altábornagy, a 19. páncéloshadosztály parancsnoka – Hans-Ulrich Lauffer
- Carl Friedrich Goerdeler(wd) – Max Bernhardt
- Heinz Brandt(wd) ezredes, Heusinger helyettese – Fritz-Ernst Fechner
- Hoyrich hadnagy – Willie Spade
- Bock hadnagy – Ulrich Teschner
- Goebbels titkárnője – Regina Beyer
- Helmuth Weidling tábornok – Gert Hensch
- Pap – Günther Polensen
- Willy, antifasiszta – Gerd Staiger
- Német katona a metróban – Ingolf Gorges
- Walter Wagner(wd) jegyző, anyakönyvvezető Hitler és Eva Braun esküvőjénél – Georg-Michael Wagner

Lengyelországból
- Franklin Delano Roosevelt – Stanisław Jaśkiewicz
- Henryk Dombrowski harckocsizó – Daniel Olbrychski
- Pelka őrmester – Franciszek Pieczka
- Janek Wolny, harckocsizó a Katukov-hadseregből – Jan Englert
- Stanisław Mikulski
- Helena – Barbara Brylska
- „Öreg” – Ignacy Machowski
- „Kovács” – Wieńczysław Gliński
- A sípályán fütyörésző német tiszt – Adam Pežik
- A német tiszt, aki visszatartotta Henryket – Cezary Julski
- Aleksander Zawadzki – Maciej Nowakowski
- Zygmunt Berling – Tadeusz Schmidt

Olaszországból
- Benito Mussolini – Ivo Garrani

Romániából
- Otto Skorzeny – Florin Piersic

## Díjak
- 1972 – Lenin-díj az utolsó két rész, a Harc Berlinért és Az utolsó roham című részért a rendező, forgatókönyvírók, operatőr és díszlettervező számára
- 1972 – Fődíj a Tbiliszi Össz-szövetségi Filmfesztiválon

## Érdekességek
- Fritz Diez német színész 1973-ban, A tavasz tizenhét pillanata című szovjet filmsorozatban is Adolf Hitlert alakította.
- Otto Remer mint karakter szerepel Hernádi Gyula Lélekvándorlás című drámájában is, (Rivalda 79-80, Nyolc magyar színmű, Magvető Könyvkiadó, Budapest, 1981, szerkesztette: Kardos György), valamint a belőle készült azonos című tévéfilmben (1983, rendezte: Madaras József). A színházi előadásban és a tévéjátékban is Harsányi Gábor személyesítette meg.